# Кепуха (чаморро)
 Кепуха  или Кипуха (Kepuha, Kipuhá, Quipuha, дата рождения неизвестна, Гуам — умер 2.02.1669 г., Хагатна, Гуам) — глава острова Гуама, первый обратившийся в католицизм высокопоставленный представитель народа чаморро. Кепуха принял непосредственное участие в организации первой постоянной католической миссии на острове Гуам. С помощью Кепухи испанцы смогли закрепиться на Гуаме и Марианских островах. Кепуха почитается среди современных чаморро великим вождём народа.

## Биография
Кепуха родился в первой половине XVII века на острове Гуам, в деревне Хагатна в семье высокой касты народа чаморро. Будучи самым старшим мужчиной высокой касты чаморро, Кепуха при согласии самой старшей женщины его клана принимал важнейшие решения для всего народа чаморро.
В 1668 году Кепуха приветствовал прибывших на Гуам католических миссионеров во главе со священником из монашеского ордена иезуитов Диего Луисом де Сан-Виторесом. Кепуха позволил миссионерам остаться на острове. Через некоторое время Кепуха принял крещение с именем Хуан в честь святого Иоанна Крестителя, после чего он подарил Диего Луису де Сан-Виторесу небольшой участок земли, на котором тот построил первую католическую церковь на Гуаме, освящённую в честь «Сладчайшего имени Марии».
Кепуха умер в 1669 году. Несмотря на протесты вождей чаморро, желавших традиционного для аборигенов захоронения, Кепуха был погребён священником Диего Луисом де Сан-Виторесом в храме Сладчайшего Имени Марии. Его погребение в христианском храме вызвало недовольство среди чаморро, которое привело к началу двухлетней войны с испанцами.
В городе Хагатна (Гуам) находится парк, носящий название Кепуха-парк (Chief Quipuha Парк). В этом парке находится памятник, посвящённый Кепухе.

## Источник
- Rogers, Robert F (1995). Destiny’s Landfall: A History of Guam: University of Hawai’i Press. ISBN 0-8248-1678-1
- Sanchez, Pedro C. Guahan, Guam: The History of our Island: Sanchez Publishing House.